# Grubenkarspitze (Ötztaler Alpen)
Die Grubenkarspitze ist ein Berg des Kaunergrates, eines Gebirgszuges der Ötztaler Alpen. Er ist fast genau 3000 Meter hoch (nach anderen Angaben 3002 Meter) und bildet den Kulminationspunktes des Grubengrates, der beim Rifflsee ansetzend nach Südwesten zum Wurmtaler Kopf weiterzieht. Der Grubengrat begrenzt das Rifflkar nach Osten hin. Der stummelartige Ostgrat der Grubenkarspitze teilt die Osthänge des Grubengrates in das Grubenkar und das weiter im Süden gelegene Rotschliffkar. Der Grubengrat beginnt im Nordosten mit einem breiten, rundlichen Rücken und zieht über schroffe, grobblockige Felsentürme nach Südwesten zur Grubenkarspitze weiter.

## Routen

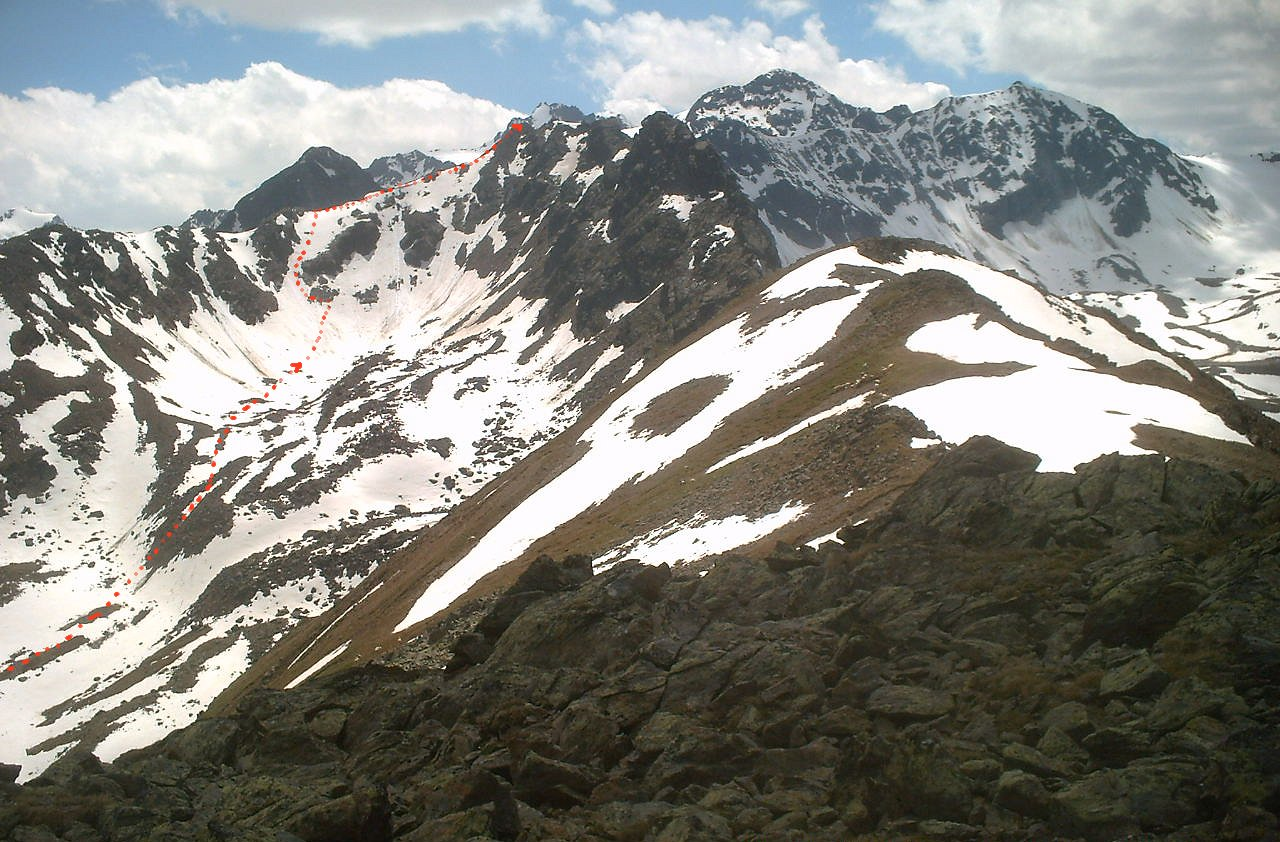
Route zum Gipfel

Der Normalweg folgt vom Rifflsee dem Fuldaer Höhenweg bis zu einer Schafsweide. Von dort aus nach Westen über grasige Hänge empor ins Grubenkar, das vom Grubengrat im Hintergrund und dem Ostgrat der Grubenkarspitze umrahmt wird. Man ersteigt die ersten Geröllterrassen und hält auf den großen Moränenwall zu, den man nahe dem Eckpunkt ersteigt. Auf der Geröllebene südlich in Richtung des Ostgrates der Grubenkarspitze. Über steiles Geröll zu einer steilen Plattenzone, die man links umgeht. Über plattige Stellen und Blöcke erreicht man den Grat rechts von einem Felszacken. Über den gut gangbaren Grat gelangt man mit einigen Umgehungen leicht zum Gipfel mit Steinmann.

## Bilder

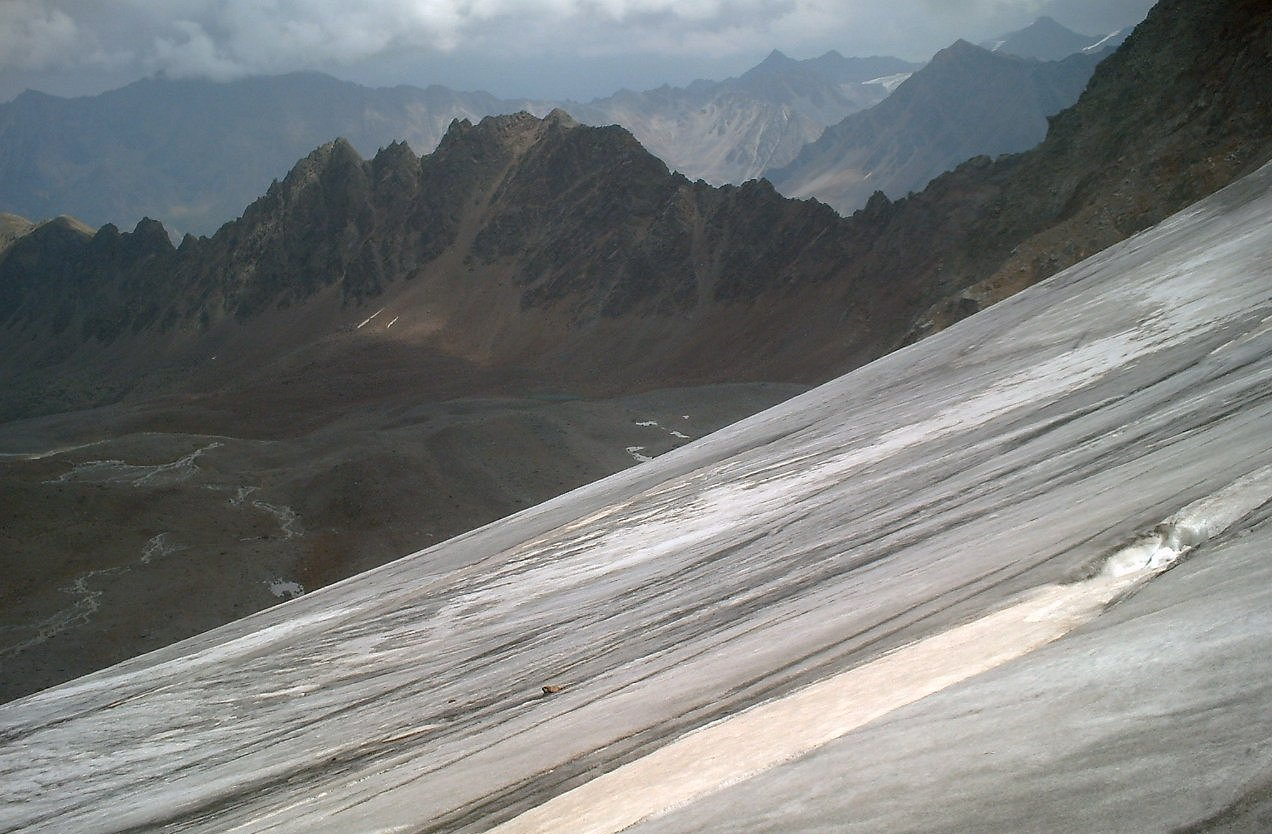
Grubenkarspitze vom Rifflferner
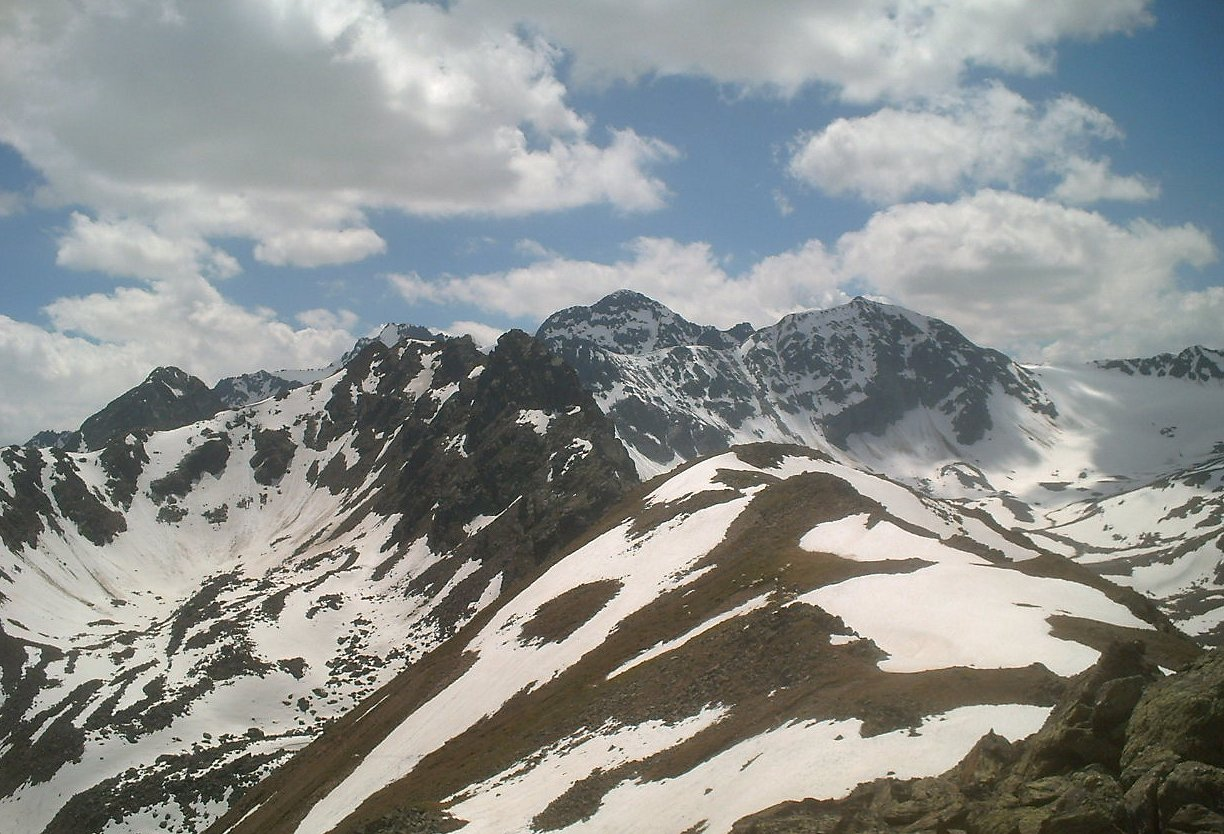
Grubengrat und hinterer Kaunergrat
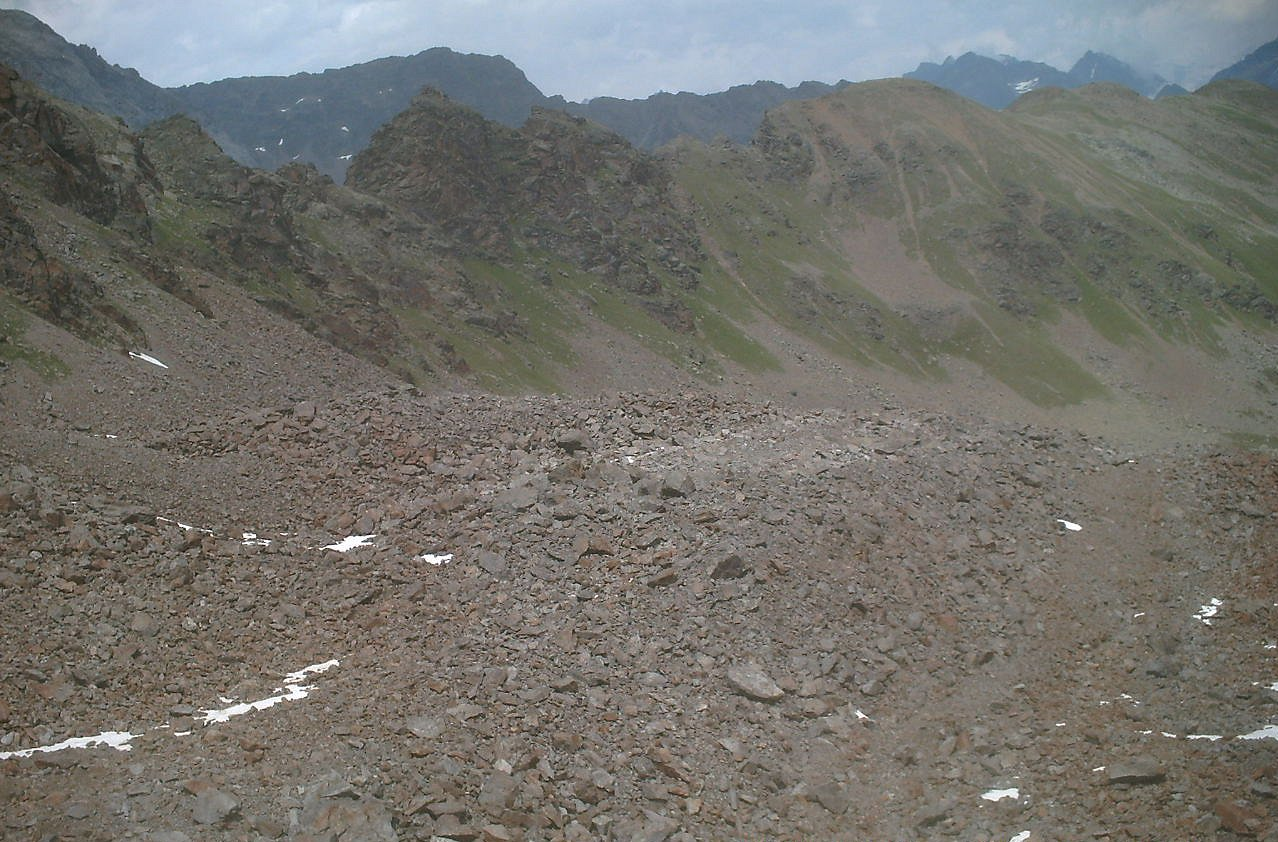
Grubengrat aus dem Grubenkar